# 독수리전선
"독수리전선"은 1976년에 개봉한 대한민국의 영화이다.

## 캐스팅
- 하명중
- 남궁원
- 문오장